# 서비스포피스
서비스포피스재단은 유엔 ECOSOC(경제사회이사회)로부터 특별협의지위를 부여받아 현재 22개국에서 활동하고 있는 국제 NGO 단체이다. 평화봉사의 비전을 바탕으로 자원봉사프로그램 개발, 실행, 교육, 개발협력 사업 등을 통해 더불어 살아가는 평화로운 세상을 만들기 위해 노력하고 있다. 2001년부터 다양한 모델프로젝트를 개발하며 자발적인 풀뿌리 운동을 통해 지속가능한 지구촌을 만들기 위한 창조적인 대안을 만들어 가고 있다.

## 연혁
2001
- 5월 한국 Service For Peace 창립
- 12월 문화봉사 CGL기행 프로그램 개발

2002
- 2월 해외봉사 GPM Camp 프로그램 개발
- 4월 서울시 비영리단체 등록(4월30일, 제413호)
- 11월 ‘서비스러닝’ 자원봉사 교육 교재 발간
- 12월 제1회 지구가족축제 개최

2003
- 11월 제1회 SFP컨퍼런스(서울) ‘봉사를 통한 갈등해결’
- 11월 해외협력학교장 초청연수 - 5개국 8명 교장 방문

2004
- 9월 Service Leadership - GPM Camp 핸드북 발간
- 9월 제2회 SFP 한•미•일 국제컨퍼런스(수원)
- 12월 쓰나미 재난 긴급 국제구호단 파견(9차 200여명)
- 12월 문화봉사 CGL Mentoring 프로그램 실시

2005
- 1월 가족봉사 ‘참좋은가족’ 프로그램 개발
- 2월 해외 협력단체 초청 한국 연수 - 7개국 12명
- 4월 한국자원봉사협의회 이사단체 선임
- 12월 다문화가정 매니저양성 프로그램 실시

2006
- 3월 재단법인 서비스포피스로 행정자치부 등록(3월 13일, 제2006-4호)
- 7월 북한 제1차 ‘평화를 위한 봉사단’ 파견
- 9월 북한 북고성군 ‘연탄보일러 공장’ 준공
- 9월 제3회 SFP 컨퍼런스 개최(세종문화회관)
- 12월 제4차 ‘평화를 위한 봉사단’ 파견

2007
- 2월 행복을 응원하는 다문화가정센터 개원
- 3월-12월 북한 5차-13차 ‘평화를 위한 봉사단’ 파견
- 4월 통일부 산하 대북지원단체로 선정
- 7월 UN DPI(공보국) Associated NGO로 선정
- 8월 북한 농촌주택 건설사업 시작(금촌리, 운곡리)
- 12월 북한 금촌리 가정집 40채 준공식

2008
- 3월 금강산 운곡리 난방, 주택 지원사업 추진(통일부 지원)
- 4월-7월 북한 14-17차 ‘평화를 위한 봉사단’ 파견
- 6월 UN ECOSOC(경제사회이사회)로부터 특별협의지위 부여받음
- 9월 캄보디아 Glo-Dream 장학금 지원사업(삼성고른기회장학재단 지원)
- 10월 GPF 100만가지 봉사와 배려봉사운동 시작(IAVE, SFP, 한봉협 공동사업)
- 11월 다문화가정봉사 ‘제1회 지구가족바자회’ 개최
- 11월 제1회 나눔 미술전 개최
- 12월 청소년 볼런티어리더십 캠프 - 북방3개국경 중•러 봉사활동 및 탐방

2009
- 2월 네팔 행복도서관 지원사업(코이카 지원)
- 4월 행복이주여성쉼터 개원
- 4월 SFP 해외봉사센터 개원
- 7월 청소년 국제개발협력 교육과정 ‘청소년글로벌시민학교’ 실시(코이카 지원)
- 8월 네팔 '꿈이 있는 사라히 아동센터 지원사업(사회복지공동모금회 지원)

2010
- 2월 청소년 자원봉사 보미 강동센터 개원
- 2월 전국학생영어토론대회 고등부 개최
- 2월 드림캐처 멘토링학습봉사 개발
- 2월 네팔 행복도서관 지원사업(코이카 지원)
- 3월 청소년 자원봉사리더십센터 ‘보미센터’로 명칭변경(전 SFP해외봉사센터)
- 5월-12월 2기-6기 청소년글로벌시민학교 국제개발협력 교육과정 실시
- 7월 캄보디아 단기 해외봉사단 파견
- 8월 네팔 꿈이 있는 사라히 아동센터 지원사업(사회복지동동모금회 지원)
- 9월 전국학생영어토론대회 고등부 주최
- 10월 보미 컨퍼런스 개최
- 11월 네팔 단기 전문가 파견
- 11월 케냐 나이로비 지역 작은 도서관 리모델링
- 12월 전국학생영어토론대회 중등부 주최

2011
- 1월-8월 7기-9기 청소년글로벌시민학교 국제개발협력 교육과정 실시
- 2월 네팔 드림캐처 도서관 지원사업(코이카 지원)
- 2월-12월 전국학생영어토론대회 4회 실시, 보미컨퍼런스 7회실시
- 5월 창립10주년 행사, 민들레봉사단 창단
- 8월 네팔 꿈이 있는 사라히 아동센터 지원사업(사회복지공동모금회 지원)
- 9월 경희대 국제대학원 ‘국제개발협력전문가과정’ 후원
- 12월 자원봉사프로젝트리더를 위한 실행매뉴얼 개발(청소년자원봉사프로그램 개발위원회)

2012
- 1월-8월 네팔 꿈이 있는 사라히 아동센터 지원사업(사회복지공동모금회 지원)
- 2월 네팔 드림캐처 도서관 지원사업(코이카 지원)
- 2월 네팔 미니 드림캐처 도서관 지원사업(사회복지공동모금회 지정기탁)
- 2월-12월 전국학생영어토론대회 4회 실시
- 4월-11월 다문화가족 청소년과 함께 하는 ‘드림캐처 멘토링’ 실시(여성가족부 지원)
- 5월 2012 여수엑스포와 함께 하는 자원봉사특별포럼
- 5월 2012 여수세계박람회와 함께 하는 청소년자원봉사프로젝트개발포럼
- 8월 청소년 Global PeaceMakers 네팔캠프 실시(사회복지공동모금회 지정기탁)
- 8월 10기 청소년글로벌시민학교 국제개발협력 교육과정 실시
- 11월 청소년자원봉사자 연말모임 ‘제1회 보미쇼미 파티’ 개최